# Castellengo

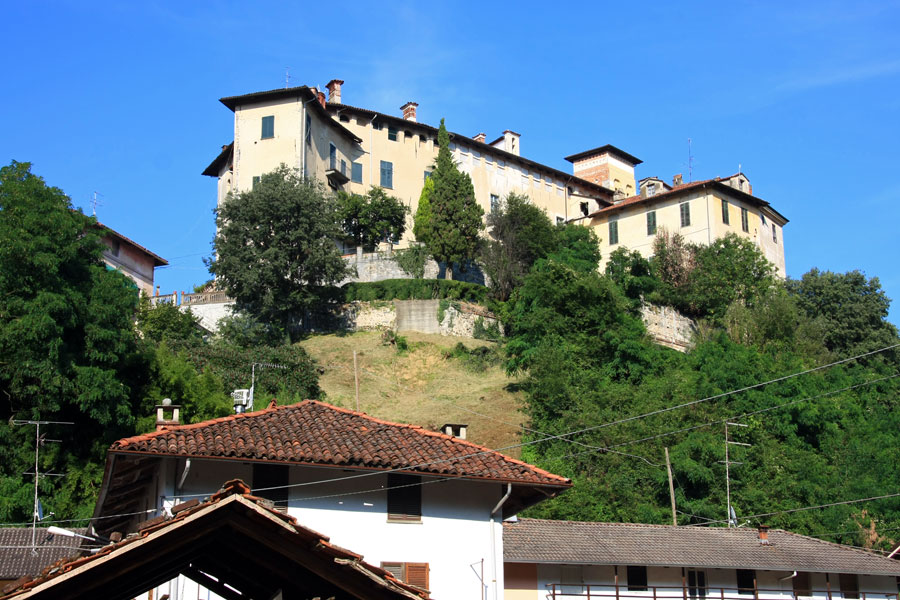
Castellengo.

Castellengo forma parte actualmente del municipio de Cossato, en la provincia de Biella. Es una fracción de Cossato.

## Historia
Fue un municipio independiente hasta 1936. En el pueblo hay un castillo conocido como el Castillo Castellengo. El territorio de Castellengo fue disputado por largo periodo por los condes de Frichignono, de modo que estos también fueron llamados condes de Castellengo.